# Chenogne
Chenogne is een dorp in de Belgische provincie Luxemburg in de gemeente Vaux-sur-Sûre.

## Geschiedenis
Op 1 januari 1945 vermoordden Amerikaanse soldaten hier gevangengenomen Duitse soldaten. Hierbij kwamen rond de 60 Duitsers om het leven.
Deelgemeenten: Hompré · Juseret · Morhet · Nives · Sibret · Vaux-lez-Rosières

Overige dorpen en gehuchten: Assenois · Belleau · Bercheux · Chaumont · Chenogne · Clochimont · Cobreville · Grandru · Jodenville · La Barrière · Lavaselle · Lescheret · Mande-Sainte-Marie · Morhet-Station · Poisson-Moulin · Remichampagne · Remience · Remoiville · Rosières · Salvacourt · Sûre · Villeroux 

Belgische gemeenten · Arrondissement Neufchâteau · Luxemburg · Wallonië